# Cape Maria van Diemen
Cape Maria van Diemen ist ein Kap im Far North District der Region Northland auf der Nordinsel von Neuseeland.

## Namensherkunft
Das Kap erhielt seinen Namen im Jahr 1643 verliehen, als der niederländische Seefahrer und Entdecker Abel Tasman Neuseeland entdeckte und das Kap nach der Frau des Gouverneurs von Niederländisch-Indien, Antonio van Diemen benannte.

## Geographie
Cape Maria van Diemen befindet sich rund 6,5 km südwestlich von Cape Reinga / Te Rerenga Wairua und rund 9 km nordwestlich des Endes des Ninety Mile Beach. Das Kap ist der westlichste Punkt der Aupōuri Peninsula. Dem Kap in nordwestlicher Richtung vorgelagert befinde sich in rund 350 m Entfernung die Insel Motuopao Island und östlich des Kaps erstreckt sich über eine Länge von 5 km der Te Werahi Beach in nordöstlicher Richtung. Mit dem Strand ist das Kap über eine sandige Landzunge verbunden.
Zu erreichen ist das bis zu 88 m hohe Kap über den Twilight / Te Werahi Loop Track, ein ca. 14 km langer Rundwanderweg, der vom New Zealand State Highway 1 aus einerseits nach Westen über sandige Dünen direkt zum Kap führt und anderseits über den Maungatiketike Point erwandert werden kann.

## Cape Maria van Diemen Lighthouse
Bis zu dem Jahr 1940 war das Cape Maria van Diemen Lighthouse, das zwischen 1877 und 1879 auf der dem Kap vorgelagerten Insel Motuopao Island errichtet worden ist, in Betrieb. Das Leuchtfeuer deckte die See von Südosten im Uhrzeigersinn bis nach Nordosten ab und wurde nach seiner Außerbetriebsetzung am 3. Oktober 1941 durch das Cape Reinga Lighthouse abgelöst. Die Reste des alten Leuchtturms und der Ort stehen seit dem 22. Juni 2007 unter Denkmalschutz.